# Кельберг
Кельберг (нім. Kelberg) — громада в Німеччині, розташована в землі Рейнланд-Пфальц. Входить до складу району Вульканайфель. Центр об'єднання громад Кельберг.
Площа — 24,62 км2. Населення становить 2021 ос. (станом на 31 грудня 2020).